# Prosenella unicolor
Prosenella unicolor är en skalbaggsart som beskrevs av Martins och Maria Helena M. Galileo 2003. Prosenella unicolor ingår i släktet Prosenella och familjen långhorningar. Inga underarter finns listade i Catalogue of Life.